# Аршињак
Аршињак (фр. Archignac) насеље је и општина у југозападној Француској у региону Аквитанија, у департману Дордоња која припада префектури Сарла ла Канеда.
По подацима из 2011. године у општини је живело 339 становника, а густина насељености је износила 14,8 становника/km². Општина се простире на површини од 22,9 km². Налази се на средњој надморској висини од 300 метара.

## Демографија
| 1962. | 1968. | 1975. | 1982. | 1990. | 1999. | 2011. |
| ----- | ----- | ----- | ----- | ----- | ----- | ----- |
| 349   | 352   | 318   | 309   | 302   | 297   | 339   |

График промене броја становника у току последњих година